# Nätverksförsäljning
Nätverksförsäljning (även Multi-level marketing, MLM, nätverksmarknadsföring och ibland pyramidförsäljning) är en metod för försäljning och marknadsföring, där idén är att försäljare värvas och får i uppdrag både att själva sälja företagets produkter samtidigt som de har möjlighet att också värva och lära upp nya försäljare . MLM kombinerar alltså direktförsäljning med franchisetagning samtidigt som de aktivt rekryterar fler försäljare till verksamheten, vilket ger verksamheten en karaktär av pyramid.
I riksdagens betänkande 2001/02:LU16 sägs följande: "Med nätverksförsäljning, eller multi level marketing (MLM),  avses ett sätt att organisera direktförsäljning av varor och tjänster som innebär att distributionen sker genom ett nätverk av oberoende direktsäljare." 

## Struktur och funktionssätt
Inträdet som försäljare i ett MLM-företag är förknippat med en inträdesavgift. Den som rekryterar en ny försäljare får dessutom ofta en andel av dennes inträdesavgift och framtida försäljning (kallat "royalties" eller "bonus"). På så sätt skapar MLM en stark drivkraft för företaget att växa, främst genom rekrytering, samtidigt som försäljningen av faktiska produkter blir en bisak. 
MLM-företag kan sägas ha en pyramidstruktur eftersom företaget alltid har en bred bas av många försäljare/rekryterare som inte har någon under sig, ett mellanskikt av rekryterare som får andelar av dem som de rekryterat, samt ett toppskikt som får andelar av det som alla i pyramiden säljer. För att inte anses vara ett pyramidspel, som MLM många gånger förknippas med, så får inte en för stor andel av nyregistreringen av nya människor ge en för stor, om än någon, vinst till nätverket. Istället skall vinsten fördelas utifrån den omsättning som nätverket omsätter. På det sättet skapas en situation där de som har rekryterat måste hjälpa till att skapa nya kunder, kunder som hela nätverket sedan tjänar pengar på.
Beroende på i hur många led som rekryterare får en andel av vinsten på försäljningarna finns en gräns för hur mycket pyramiden kan växa. En del företag löser detta genom att endast låta rekryterare i tre led få del av vinsten.

## Kontrovers och legitimitet
MLM brukar av förespråkare presenteras som en legitim och erkänd form av marknadsföring som säljer varor eller tjänster samtidigt som de aktivt rekryterar och utbildar fler försäljare till verksamheten. Kritiker menar ofta att strukturen är bedräglig och ofta används för att kamouflera vad som i lagens mening eller i praktiken är pyramidspel. 
MLM-branschen hade en mycket stark tillväxt under 1990-talet, men har gått ned kraftigt efter det, när den fått dåligt rykte via många som förlorat pengar, och via media.[källa behövs]
Trots att MLM till sin struktur liknar pyramidspel, är den till skillnad från detta laglig i många länder. En orsak till detta är att pyramidförsäljningen har en teoretisk möjlighet till förtjänst, även om inte nya försäljare rekryteras. I praktiken krävs dock en omfattande nyrekrytering för att försäljningsverksamheten ska ge vinst för den enskilde säljaren, eftersom denna måste delas i flera led. 
När MLM förbjöds 1998 i Kina utbröt stora kravaller i flera städer då många försäljare längst ned i pyramiden blev ruinerade när de inte längre fick fortsätta att rekrytera nya försäljare. MLM är även förbjudna i Bangladesh sedan 2015 och genom en Fatwa i bland annat Saudiarabien.
I USA är ett pyramidschema i princip olagligt även om MLM i sig inte är olagligt. Det finns tre kriterier för bedömningen, som alla måste vara uppfyllda, av metoden som visar om det är lagligt eller olagligt.
- Det finns en förväntan på ekonomisk vinning genom deltagande
- Det finns ett visst mått av slump, vinsten är beroende av downstreamens[förtydliga] arbetsinsats
- Övervägande som innebär avgiften för att komma in i är hög[förtydliga]

## Kända MLM-företag
- ACN Telecom
- Amway
- Herbalife
- Mary Kay[7]
- Nikken
- Oriflame
- PM-International AG (Fitline)[8][9]
- Tahitian Noni International Inc.
- Young Living[10]
- Tupperware